# Функція вищого порядку
Функція вищого порядку — функція, що приймає як аргументи інші функції або повертає іншу функцію як результат. Основна ідея полягає в тому, що функції мають той же статус, що й інші об'єкти даних. 
Наприклад, функція вищого порядку може бути використана для реалізації незмінної частини алгоритму, у той час як змінна частина має бути реалізована у функції, що передається аргументом. Типовим прикладом може бути функція сортування даних. Сортування даних потребує порівняння екземплярів даних, яке може бути різним для різних типів даних. Без використання функції вищого порядку було б необхідно створювати окрему функцію сортування для кожного типу даних. Але ж, зазвичай, сам алгоритм сортування не залежить від алгоритму порівняння й залежить лише від результату цього порівняння. Можливість вказати, як аргумент виклику, яку саме функцію порівняння треба використовувати для цього виклику, дає можливість створити універсальну функцію сортування. У той же час, та ж сама функція порівняння може бути використана як аргумент й для інших функцій вищого порядку, наприклад, для функцій пошуку максимального чи мінімального елементу. 
Використання функцій вищого порядку призводить до абстрактних і компактних програм, беручи до уваги складність вироблених ними обчислень. Іноді функції вищого порядку називають функторами хоча це не зовсім правильно, з математичної точки зору вони є функціоналами чи операторами. 
У функціональних мовах програмування всі функції, що приймають декілька аргументів, є функціями вищого порядку, оскільки вони є каррінгованими, що дає можливість наче частково виконати функцію, в результаті чого отримати нову функцію вже від меншого числа аргументів.

## Приклад
Наступний код містить функцію вищого порядку square(), яка як перший аргументу приймає функцію. У результаті на екран буде виведено «100» (результат обчислення (7 +3) × (7 +3)).

### Python
```
def
 
square
(
function
,
 
x
):

    
return
 
function
(
x
)
 
*
 
function
(
x
)

def
 
f
(
x
):

    
return
 
x
 
+
 
3

print
(
square
(
f
,
 
7
))

```

### F#
```
let
 
square
 
func
 
x
 
=
 
(
func
 
x
)
 
*
 
(
func
 
x
)

let
 
f
 
x
 
=
 
x
 
+
 
3

square
 
f
 
7

```

### JavaScript
```
let
 
square
 
=
 
(
func
,
 
x
)
 
=>
 
func
(
x
)
 
*
 
func
(
x
);

console
.
log
(
square
(
x
 
=>
 
x
 
+
 
3
,
 
7
));

```

## Альтернативи
- Вказівник на функцію
- Макрос
- Динамічне виконання коду
- Вкладена функція
- Шаблонний метод в ООП